# きまぐれ飛行船〜野性時代〜
『FM25時 きまぐれ飛行船〜野性時代〜』（エフエムにじゅうごじ きまぐれひこうせん やせいじだい）は、1974年4月15日から1986年9月29日まで、エフエム東京で放送されていたラジオ番組。

## 概要
小説誌の「野性時代」のプロモーション番組として開始
番組では「1960年代大クルージング」・「俳句とジャズ」・「カントリーを聴こう」などをテーマにした企画を行った。

## 出演者
- 片岡義男
- 安田南 （番組開始〜1979年）
- 温水ゆかり （1979年〜番組終了）

## OP&ED 番組テーマ曲
ギター演奏：エタ・ベイカー（Etta Baker）『One Dime Blues』

## ネット局
- エフエム東京
- エフエム北海道[4][5][6][7][8]
- エフエム仙台
- 静岡エフエム放送
- エフエム愛知
- エフエム大阪
- 広島エフエム放送
- エフエム福岡[9]
- 極東放送（一週遅れの24:00-26:00に放送）[10]→エフエム沖縄